# 크리스티안 비르켈란

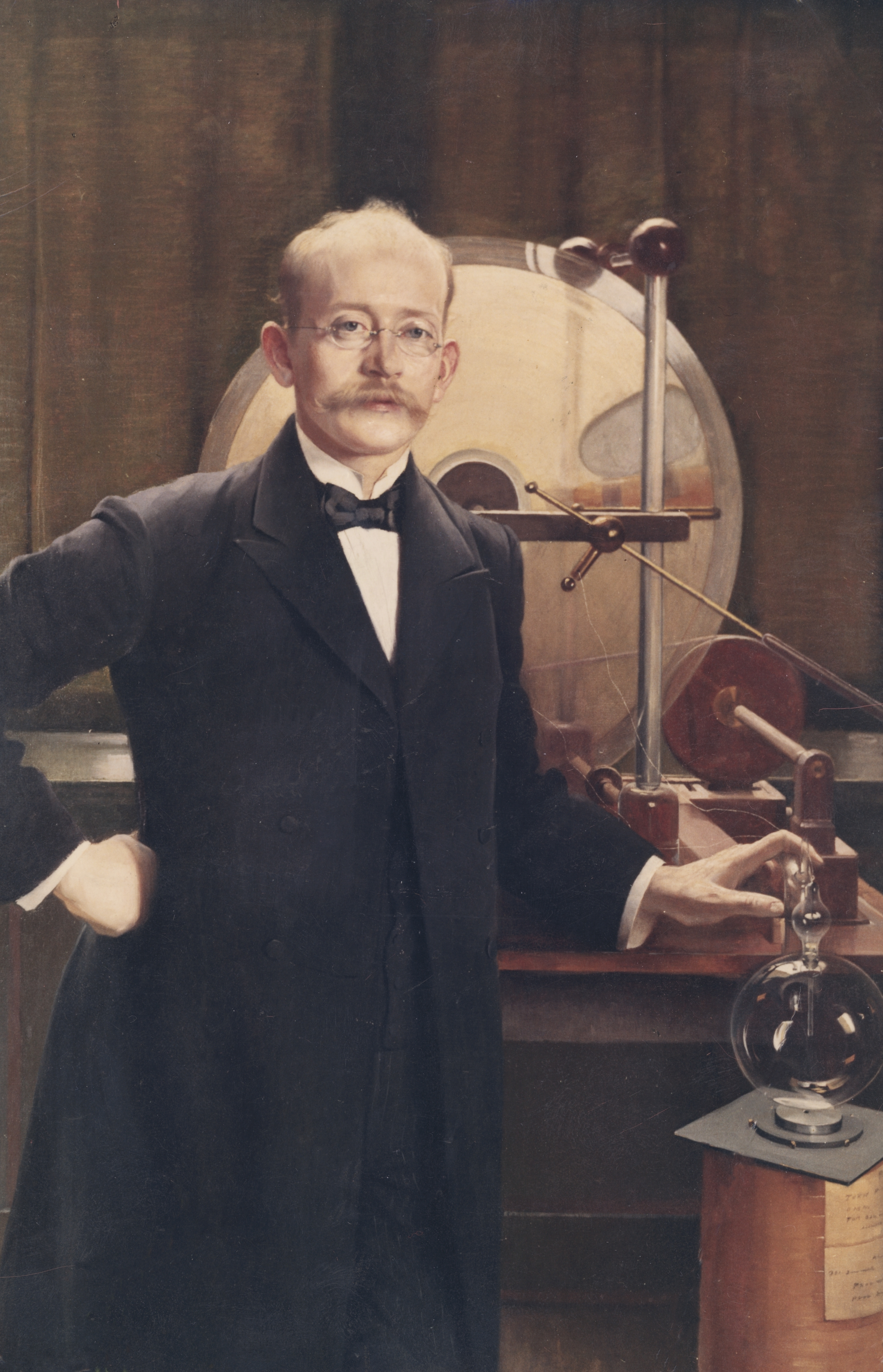
크리스티안 비르켈란

크리스티안 올라프 베른하르 비르켈란(노르웨이어: Kristian Olaf Bernhard Birkeland, 1867년 12월 13일 스웨덴-노르웨이 크리스티아니아(현재의 노르웨이 오슬로) ~ 1917년 6월 15일 일본 도쿄)은 노르웨이의 물리학자이다.

## 생애
크리스티아니아(현재의 노르웨이 오슬로) 출신이다. 18세에 최초의 과학 논문을 썼을 정도로 과학에 재능을 가졌다.
1899년부터 1900년까지 노르웨이의 극지방에서 일어나는 오로라의 지자기를 측정하기 위해 탐사대를 조직했다. 엑스선(X선)의 발견에 영감을 받았던 비르켈란은 자신의 실험실에서 오로라 현상을 재현하는 한편 진공 상태에서 일어나는 음극선과 자기장의 영향을 연구했다. 비르켈란은 연구를 통해 진공 상태에서 자기화된 지구 모형은 공중으로 떠오르게 된다는 이론을 발표했다.
1913년에는 우주 공간이 전자, 전자 이온으로 가득 차게 될 것이라고 예측했고 1916년에는 태양풍이 지구의 극지방에서 오로라를 형성한다는 이론을 발표했다. 1917년 6월 15일 일본 도쿄 대학 방문을 준비하기 위해 도쿄에 위치한 세이요켄 호텔에 체류하던 도중에 수면제 과다 복용으로 인해 사망했다.